# Кронбергер 61
Кронбергер 61 (англ. Kronberger 61, Kn 61) — планетарная туманность, открытая астрономом-любителем в январе 2011 года при исследовании изображений, полученных в обсерватории Джемини; также имеет название  туманность Футбольный мяч (англ. Soccer ball). Туманность названа в честь австрийца Маттиаса Кронбергера (англ. Mattias Kronberger), являющегося участником группы Deep Sky Hunters. Объект находится на расстоянии 13 тысяч световых лет от Солнца и был обнаружен при исследовании северного созвездия Лебедя. Есть вероятность, что открытие данного объекта поможет разрешить вопрос о роли компаньонов звёзд в формировании и структуре планетарных туманностей.
Туманность находится в сравнительно маленькой области, исследуемой миссией Kepler. Излучение туманности в основном создаётся излучением дважды ионизованного кислорода.